# Гуго Егмонт Гьоррінг
Гуго Егмонт Гьоррінг (17 серпня 1842 — 13 лютого 1909) — данський політик, член партії Гьойре, голова Ради з 1897 до 1900 року.
1. ↑  Find a Grave — 1996.